# 프리모르스키 변경주

프리모르스키 변경주의 소형 국장

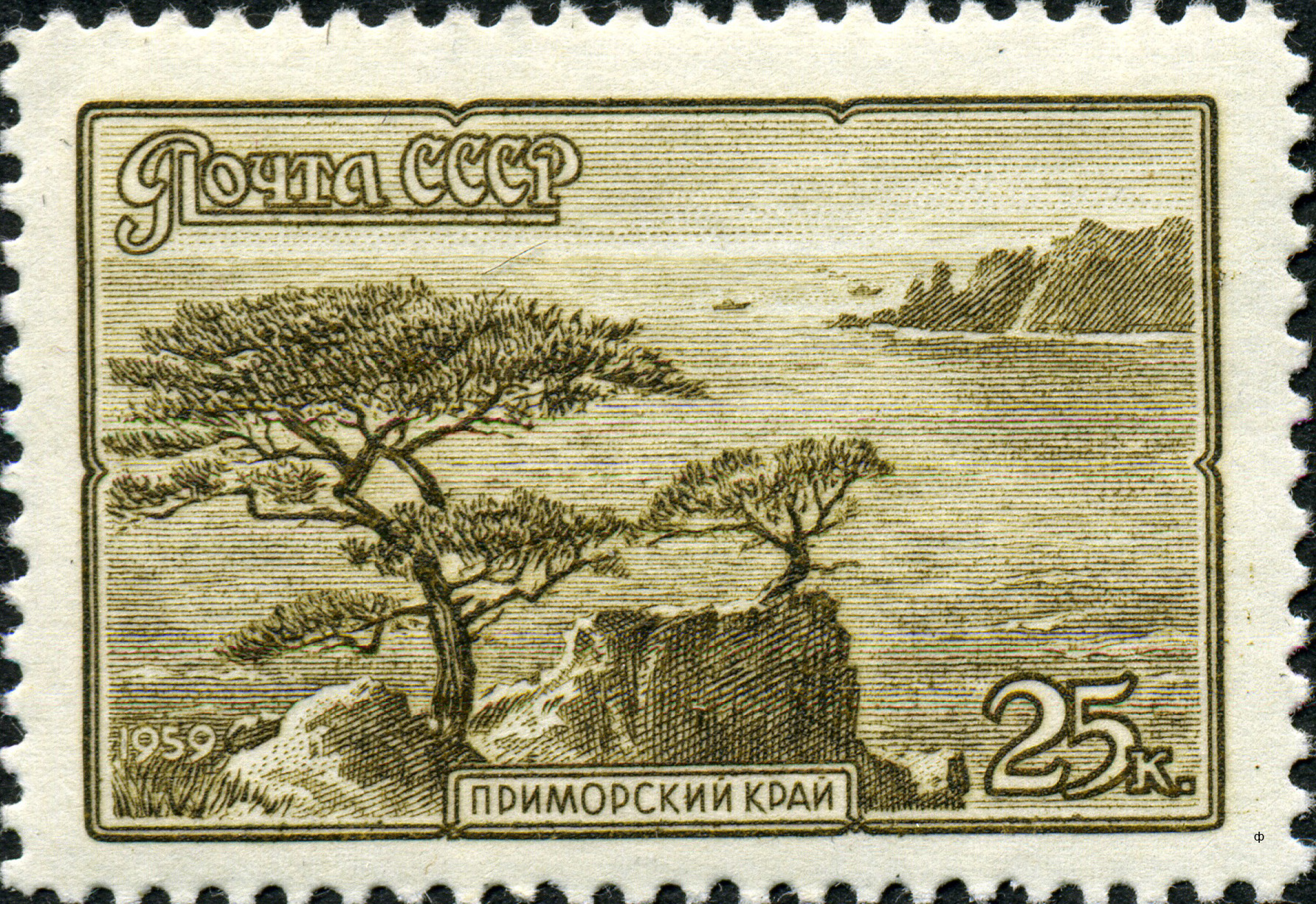
소련 시절: 프리모르스키 변경주의 우표.

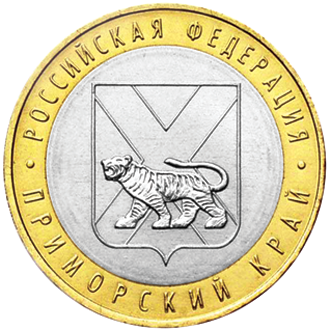
액면가 10루블인 러시아은행 기념주화 (2006년)

프리모르스키 변경주는 비공식적으로 프리모리예로 알려져 있고 러시아의 연방주체 (변경주)이다, 러시아 극동의 극동 연방관구의 일부이다. 대한민국에서는 음차해서 러시아령 연해주(沿海州)이라고 부른다. 변경주 남쪽 해안에 있는 블라디보스토크의 도시는 행정중심이며, 이웃 하바롭스크 변경주의 하바롭스크에 이어 러시아 극동에서 2번째로 큰 도시다.
프리모르스키 변경주는 극동의 연방주체 중 경제 규모가 가장 크며, 2024년 인구 조사 기준으로 인구는 1,806,393명이다.
변경주는 변경주 남서쪽 모퉁이에 있는 하산스키군의 두만강을 따라 러시아만의 북한과 국경을 접한다. 표트르 대제만, 동해에서 가장 큰 바다는 남해안에 있다.
변경주의 영토는 역사적으로 만주의 일부였다. 1860년 청나라가 외만주로 알려진 지역의 일부로 프리모르스키주의 대부분의 영토를 형성하면서 러시아 제국에 양여를 맺었다. 그 결과 중국은 동해와의 해안선을 영구적으로 잃었다. 러시아 내전 동안 소련에 가입하기 전에 극동 공화국의 일부가 되었고, 1938년 현재의 형태에 도달할 때까지 수많은 변화를 겪었다. 프리모르스키 변경주는 러시아 해군의 태평양 함대가 있는 곳으로 조선민주주의인민공화국의 지도자 김정일의 출생지로도 알려져있다.

## 지리
프리모르스키 변경주는 서북쪽으로 중화인민공화국, 서남쪽으로 한반도, 동쪽과 남쪽으로 동해와 접한다.
- 국경의 길이 - 3,000km 이상, 해상국경 1350km 포함된다.
- 최고점 - 아닉 산 (1,933m)
- 큰도시 - 블라디보스토크 (613,400명), 나홋카 (174,600명), 우수리스크 (156,000명), 아르툠 (111,500명)
- 호수 - 한카호(о́зеро Ха́нка, 興凱湖)가 중화인민공화국과 러시아 양국에 걸쳐 있다.

## 역사
고고학적 자료에 의하면 연해주에 최초로 살았던 사람들은 고아시아인들과 퉁구스인들이었다. 5~6만 년 전의 구석기 시대에 이주해 온 것으로 추정된다. 나나이, 우데게, 에벤키 같이 퉁구스어를 사용하는 부족들이 아직도 연해주와 아무르주에 거주하고 있다.
698년부터 926년까지는 발해가 이 지역을 통치하였다. 발해는 연해주 외에도 만주와 한반도 북부를 통치했으며, 만주와 이 지역의 일부를 통치하였던 고구려의 후예와 퉁구스 계통의 말갈족으로 이루어져 있었다.
1115년부터 1234년까지 극동 러시아의 남쪽 부분은 보다 강력한 제국인 여진족의 금나라가 지배하였다. 여진족은 퉁구스계의 민족이다. 유목과 농업이 그들의 경제적 기반이 되었다. 금나라는 또한 야금, 조선(造船) 등의 산업이 있었다. 금나라는 발해와 마찬가지로 송, 고려, 일본과 긴밀한 관계를 맺었다. 북부 중국을 점령한 금나라는 꽤 강한 국력을 과시하였다.
금나라는 몽골 제국 칭기즈 칸의 침입으로 멸망하였고, 이후 300년 이상 이 지역은 비옥한 토지와 독특한 동식물이 있음에도 불구하고 이렇다 할 문명이 발달하지 못했다. 그러나, 이 지역과 만주를  활동한 만주족이 17세기 초 기반으로 중원을 통일하고 청나라를 건설하면서 청나라의 영토가 되었다.
17세기 중엽 러시아 제국이 아무르강 방면으로 남하하면서 청-러시아 국경 분쟁이 일어났다. 1689년에 양국은 네르친스크 조약을 체결해 스타노보이산맥을 국경으로 정했다. 제2차 아편 전쟁(1856년 ~ 1860년)으로 청나라가 혼란에 빠지자, 러시아 제국은 남진하여 니콜라이 무라피요프-아무르스키 백작에게 있어서 러시아가 해안지방을 획득하는 것은 중요한 문제였다. 그래서, 러시아는 1858년 체결한 아이훈 조약으로 아무르강의 이북 지역을, 1860년에 체결한 베이징 조약으로 우수리강 동쪽인 연해주를 차지하였다.
1859년부터 1882년 사이에 95개의 정착지가 건설되었다. 블라디보스토크와 우수리스크도 이 시기에 건설되었다. 당시 인구의 3분의 2 이상은 농업, 수렵, 생선 교역에 종사하고 있었다. 19세기 말엽에 석탄 채굴이 발달하기 시작했다. 또한 케일, 녹용, 목재, 게, 건어물, 해삼 등도 수출되기 시작하였다. 1905년에는 시베리아 횡단 철도가 블라디보스토크에서 우랄산맥 아래의 첼랴빈스크까지 개통되었다.

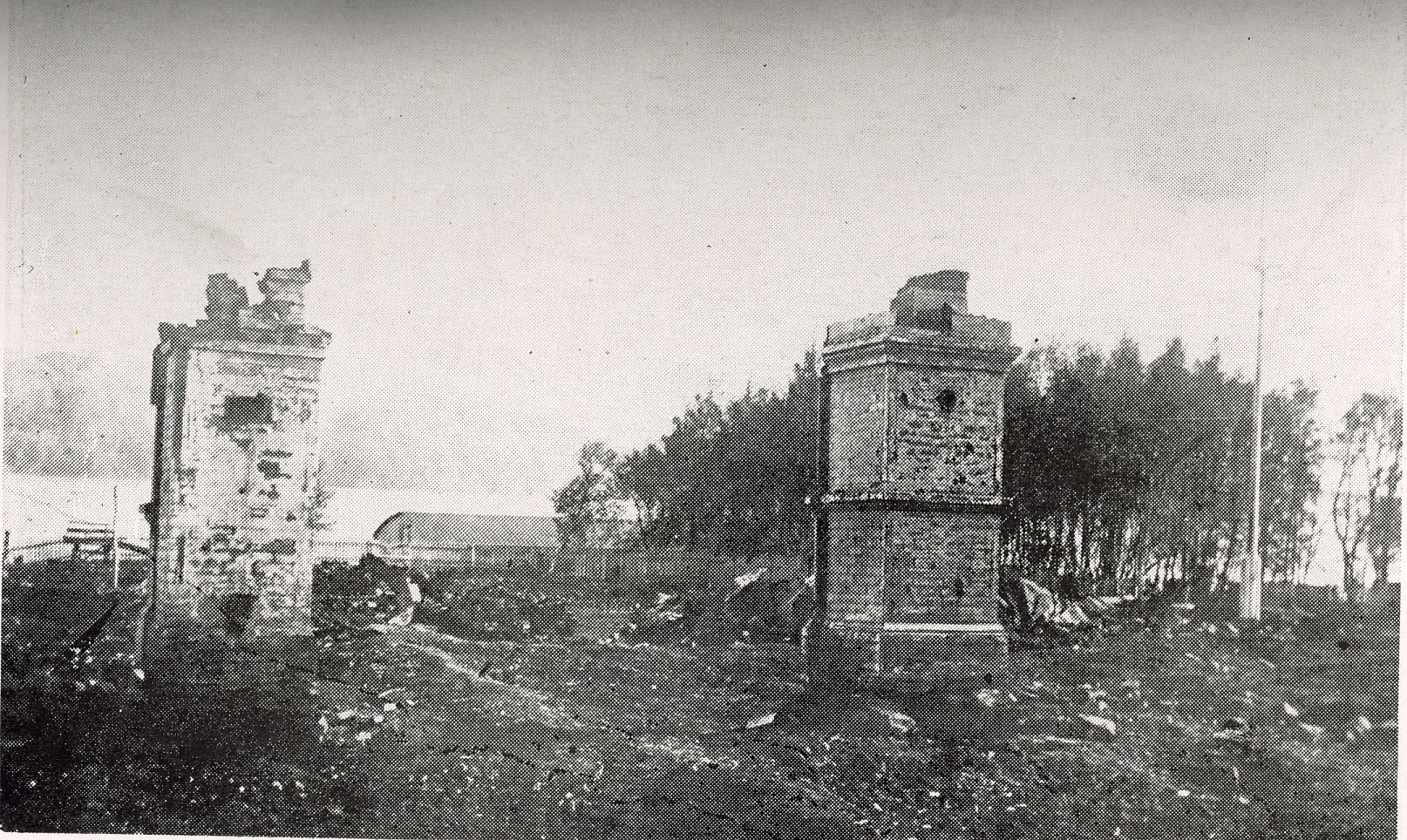
니콜라옙스크 일본영사관의 불탄 자리(1920년 6월 촬영)

1920년 3월 12일에는 니콜라옙스크 사건으로 독립군과 붉은 군대는 일본군과 백군을 전멸시켰다.
러시아 내전이 끝난 1922년부터 이 지역의 발전은 러시아를 새로 차지하게 된 볼셰비키의 계획에 따라 이루어졌다. 어업과 광업 등에 초점이 맞추어져 왔고 철도와 해운업 역시 발달했다.

## 주민
거의 대부분이 러시아인이나, 우크라이나인, 벨라루스인, 한국인(주로 고려인, 일부는 조선민주주의인민공화국, 대한민국 출신), 일본인, 중국인, 우데게인, 오로치인, 나나이인, 폴란드인, 타타르인, 독일인, 유대인, 아제르바이잔인, 아르메니아인 등 여러 소수민족들이 거주한다.

## 인구
| 연도                | 인구      | ±%      |
| ------------------- | --------- | ------- |
| 1897                | 190,012   | —       |
| 1926                | 633,800   | +233.6% |
| 1939                | 906,805   | +43.1%  |
| 1959                | 1,381,018 | +52.3%  |
| 1970                | 1,721,285 | +24.6%  |
| 1979                | 1,977,779 | +14.9%  |
| 1989                | 2,258,391 | +14.2%  |
| 2002                | 2,071,210 | −8.3%   |
| 2010                | 1,956,497 | −5.5%   |
| 2021                | 1,845,165 | −5.7%   |
| Source: Census data |           |         |

## 행정 구역

### 도시
- 블라디보스토크
- 나홋카
- 우수리스크
- 아르툠
- 아르세니예프
- 볼쇼이카멘
- 달네고르스크
- 달네레첸스크
- 포키노
- 파르티잔스크
- 스파스크달니
- 레소자봇스크

### 군
- 아누친스키군 (아누치노)
- 달네레첸스키군 (달네레첸스크)
- 카발레롭스키군 (카발레로보)
- 키롭스키군 (키롭카)
- 크라스노르메이스키군 (노보포크롭카)
- 라좁스키군 (라조)
- 레소자보츠키군 (레소자보츠크)
- 미하일롭스키군 (미하일롭카)
- 나데즈딘스키군 (볼노나데즈딘스코예)
- 옥탸브리스키군 (포크롭카)
- 올긴스키군 (올가)
- 파르티잔스키군 (블라디미로알렉산드롭스코예)
- 포그라니치니군 (포그라니치니)
- 포자르스키군 (루체고르스크)
- 스파스키군 (스파스크달니)
- 테르네이스키군 (테르네이)
- 우수리스키군 (우수리스크)
- 한카이스키군 (카멘리볼로프)
- 하산스키군 (슬라뱐카, 하산))
- 호롤스키군 (호롤)
- 체르니곱스키군 (체르니곱카)
- 추구옙스키군 (추구옙카)
- 시코톱스키군 (볼쇼이카멘)
- 야코블렙스키군 (야코블렙카)

## 같이 보기
- 젤레니 클린